# ロシアによるルハーンシク州占領

ロシアのウクライナ支配地図

ロシアによるルハーンシク州占領（ロシアによるルハーンシクしゅうせんりょう）は、ウクライナ国内で継続中の軍事占領であり、2014年4月27日にルハーンシク州の一部がロシアが支援する州内の分離主義組織「ルガンスク人民共和国」に支配された時から始まった。州の行政中心地（州都）はルハーンシクであるが、同州の地方行政は進行中のウクライナ紛争のため、一時的にセベロドネツクに移転したが、長い戦いの末、セベロドネツクも2022年6月25日にロシア軍と親ロシア部隊に占領された（セベロドネツクの戦い）。
7月3日にリシチャンシクが陥落した（リシチャンシクの戦い）後、ルハーンシク州はこの戦争中に全域がロシアの占領下に置かれた唯一のウクライナの州であったが、ウクライナ軍がハルキウ州での反攻を成功させた後、9月中旬にルハーンシク州に再び入り、9月19日にビロホリウカ村を奪還した。